# Стив-О
Стивен Гилкрист Гло́вер (англ. Stephen Gilchrist Glover, род. 13 июня 1974, Уимблдон, Лондон) больше известен как Стив-О — американский каскадёр, комик, ютубер и ведущий подкастов. 
Его карьера в основном связана с шокирующими и болезненными трюками в комедийной франшизе «Чудаки» и её ответвлениях.

## Ранняя жизнь

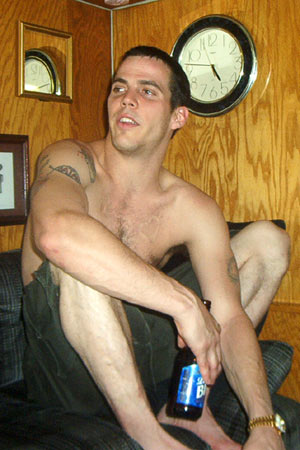
Стив-О в 2003 году

Стив родился в Лондоне, в районе Уиблдон. Его мать, Донна Гей Гловер (урождённая Вотье; ум. в 2003), была канадкой, а отец, Ричард Эдвард «Тед» Гловер, — американец английского происхождения. Когда Стиву было шесть месяцев, его семья переехала в Бразилию из-за работы отца — президента южноамериканского подразделения компании PepsiCo — Стив утверждает, что первые слова он произнес на португальском. Затем, когда Стиву было два года, семья переехала из Бразилии в Венесуэлу, где Стив научился свободно говорить на испанском; в четыре года он переехал в городок Дериан, Коннектикут; в шесть лет переехал в Майами, Флорида; в девять лет вернулся в Англию; в 12 лет переехал в Торонто, Онтарио; а в 13 лет снова вернулся в Англию, где проучился четыре года в американской школе в Лондоне до самого выпуска.
Затем Стив учился в Университет Майами, изучая связи и коммуникации (School of Communication). В университете он стал более известен как Стив-О. Однако через год Стив был отчислен за неуспеваемость и нарушение дисциплины. Также он посещал Университет Нью-Мексико с 1996 по 1997. В городе Сарасота, Флорида, Стив получил диплом циркового колледжа братьев Ринглинг, Барнума и Бейли (Ringling Bros. and Barnum & Bailey Clown College), став профессиональным клоуном в 1997 году. После получения диплома, Стив не был принят в команду Цирка братьев Ринглинг, Барнума и Бейли, но работал в цирке самого большого в мире блошиного рынка, где также находится самый большой в мире авто кинотеатр,—  Fort Lauderdale Swap Shop (Форт-Лодердейл, Флорида). В то время Стив-О уже снимал свои трюки на камеру, включая выступления в качестве клоуна.

## Карьера
Чудаки и гастроли (2000–2003)
Во время работы на блошином рынке в цирке, Стив-О начал отсылать свои видеозаписи редактору журнала Big Brother и будущему режиссёру Чудаков (Jackass) Джеффу Тремейну. Таким образом Стив-О начал работать в шоу Чудаки на MTV, которое мгновенно стало хитом. Впоследствии MTV выпустил ещё семь фильмов, основанных на оригинальной франшизе. Три фильма вышли в прокат на больших экранах: Чудаки (Jackass: The Movie) в 2002 году, Придурки (Jackass Number Two) в 2006 году, Чудаки 3D (Jackass 3D) в 2010 году. Ещё четыре работы были выпущены сразу для домашнего просмотра: Придурки 2.5 (Jackass 2.5) в 2007 году, Придурки 3.5 (Jackass 3.5) в 2011 году, Чудаки навсегда (Jackass Forever) и  Чудаки 4.5 (Jackass 4.5) в 2022 году. Все три вышеперечисленных фильма для кинотеатров стали кассовыми хитами, как и фильм Несносный дед (Jackass Presents: Bad Grandpa), вышедший в 2013 году командой уже не в полном составе после длящегося по сей день кризиса, вызванного гибелью Райана Данна в 2011 году. У фильма три автора из старой команды: режиссер Джефф Треймейн, продюсер Спайк Джонз и исполнитель главной роли Джонни Ноксвилл.
В 2001 году Стив-О выпустил на DVD 33-минутную запись Don't Try This at Home: The Steve-O Video (Не пытайтесь повторить: Стив-О), в которую вошли материалы, подвергнутые цензуре на MTV. Было продано 140 000 копий. Для продвижения этого DVD Стив-О отправился в гастрольный тур. Трюки, исполненные в туре, были также сняты на видео и выпущены под названием Don't Try This at Home Volume 2: The Tour.
31 июля 2002 года Стив-О был арестован по двум пунктам обвинения: за непристойное поведение и нападение на человека. Непристойным поведением признали эпизод, когда он прикрепил мошонку к бедру степлером, а нападение — побои второй степени тяжести — было совершено во время выступления в ночном клубе в Хоуме, штат Луизиана, 11 июля 2002 года. В конечном итоге Стиву-О и прокуратурой штата Луизиана достигли соглашения об условном осуждении сроком на один год, а также о требовании сделать благотворительное пожертвование в размере 5000 долларов в приют для женщин и детей, подвергшихся домашнему насилию, и о вечном запрете на выступления в приходе Терребонн, Луизиана.

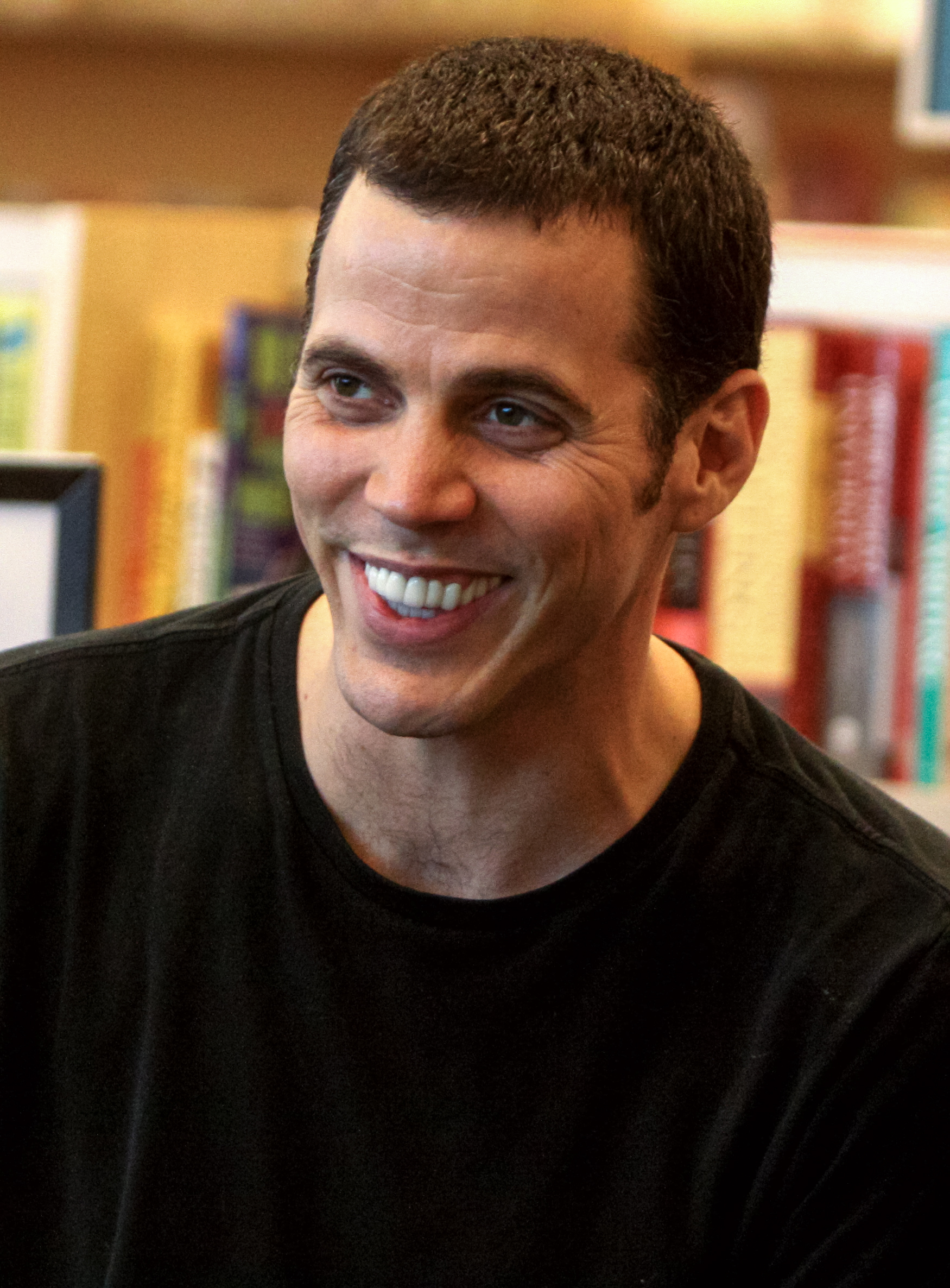
Стив-О в 2011 году

В 2003 году Стив-О гастролировал по Европе с Бэмом Марджерой, другом и партнёром по фильму Чудаки. 22 мая 2003 года в Швеции Стив-О был арестован и заключен под стражу из-за видеоматериала, на котором он проглотил презерватив, содержащий каннабис, чтобы беспрепятственно пронести с собой в самолёт. После чего изрыгнул презерватив обратно во время выступления на сцене, и включил эту сцену в свое DVD Steve-O: Out on Bail (aka Don't Try This at Home – The Steve-O Video Vol. 3: Out on Bail).

## SeaWorld
Летом 2014 года Стив, протестуя против предполагаемого жестокого обращения с косатками в шоу SeaWorld, взобрался на дорожный указатель SeaWorld, приписав к нему sucks («отстой»). Он был оштрафован на 239 долларов, но в августе 2015 года продолжил свой протест, поднявшись на стрелу башенного крана в Голливуде. Стив имел при себе надувную косатку и файер, а само событие транслировал на свою интернет-страницу. Прокуратура предъявила ему обвинение по ряду статей, и Стив был осужден на 30 дней тюремного заключения за незаконное проникновение, провоцирование чрезвычайной ситуации, хранение и использование фаейра. Его заключение началось и закончилось 9 декабря 2015 года, когда из-за переполненности тюрьмы он был выпущен через 8 часов.

## Личная жизнь
Стив-О помолвлен со стилисткой Лакс Райт, которой он сделал предложение в 2018 году. Они расстались в 2024 году, но остались в хороших отношениях и по-прежнему планируют вместе открыть приют для животных.
Стив-О известен характерным скрипучим голосом, который он первоначально объяснял употреблением наркотиков и различными трюками, которые он делал на протяжении многих лет. Однако после консультации со специалистом он с удивлением узнал, что причина необычного звучания его голоса кроется в его привычке использовать для разговора мышцы горла, а не голосовые связки.
В одном из эпизодов своего подкаста Steve-O's Wild Ride!, вышедшем в мае 2023 года, Стив-О рассказал, что боролся с сексуальной зависимостью. Известно, что Стив-О также боролся с алкоголизмом и наркоманией. По состоянию на март 2025 года он трезв почти 17 лет.

## Фильмография
- 2002 — Чудаки (англ. Jackass: The Movie)
- 2003 — Слепой горизонт
- 2004—2006 — Дикари
- 2003—2005 — Да здравствует Бэм! (англ. Viva la Bam, реалити-шоу, ТВ)
- 2006 — Чудаки 2 (англ. Jackass number two)
- 2006 — Тупицы (англ. National Lampoon's TV: The Movie)
- 2006 — Телебардак (фильм)
- 2007 — Чудаки 2.5 (англ. Jackass 2.5)
- 2010 — Чудаки 3D (англ. Jackass 3D)
- 2011 — Чудаки 3.5 (англ. Jackass 3.5)
- 2014 — Особо опасна (англ. Barely Lethal)

## Дискография
- 2008 — The Dumbest Asshole In Hip Hop

## Книга
- 7.06.2011 — Professional Idiot: A Memoir (в соавторстве с Дэвидом Пеиснером); ISBN 1-4013-2433-9